# Dörpetal und Quellsiefen
Das Dörpetal und Quellsiefen (NSG-Kennung GM-082) befindet sich auf dem Gebiet der Stadt Hückeswagen im Oberbergischen Kreis in Nordrhein-Westfalen. Das 35,6 ha große Gebiet ist seit 2013 durch den Landschaftsplan des Oberbergischen Kreises rechtskräftig als Naturschutzgebiet (NSG) ausgewiesen. Die Dörpe bildet auf überwiegender Strecke die Grenze zur kreisfreien Stadt Remscheid, wo das 78,34 ha große Naturschutzgebiet Dörpetal und Seitentäler mit der NSG-Kennung RS-005 die Ergänzung bildet.

## Lage
Der Dörpebach entspringt in der Ortschaft Stoote bei Dreibäumen an der Grenze zu Wermelskirchen und fließt dann überwiegend von Süden nach Norden. Nach 6,9 km mündet die Dörpe zunächst in die Dörpe-Vorsperre, die der Wuppertalsperre vorgeschaltet ist. Ihr gesamter Lauf einschließlich der Nebenbäche und die Dörpe-Vorsperre stehen unter Naturschutz.

## Beschreibung
Die Dörpe entspringt einem Brunnenüberlauf im Weiler Stoote bei Dreibäumen. Der eigentliche Quellbereich ist am Rand des dort befindlichen Golfplatzes gelegen und sollte als Kompensationsmaßnahme renaturiert werden. Der Dörpebach fließt anschließend durch ein Grünlandtal, bei dem sich Fett-, Feucht- und Nasswiesen mit Mädesüß-Hochstaudenfluren und Rohrglanzgrasröhricht abwechseln. Bei Sonnenschein – sowie im Nebental bei Busenhagen – stocken kleine, teils vernässte Erlen- bzw. Erlen-Pappelgehölze. Hin und wieder finden sich neben der Dörpe, die an vielen Stellen begradigt worden ist, kleine Teiche, die mit Bachwasser gespeist werden. Der ehemalige Hammerteich von Goldenbergshammer wird von einem Quellbach gespeist und besitzt Laichkraut-Unterwasserrasen. Am Quellsiefen stockt auf ca. 80 m Länge ein quellnasser Erlenwald mit sehr gut ausgebildeten Bitterschaumkraut-Milzkrautfluren. Südlich Brasshagen befindet sich ebenfalls ein gut entwickelter Quellbereich. Hier wächst ein lichter, waldsimsenreicher Erlenbestand. Nördlich Dörpersteg findet man an den Steilhängen vorwiegend Nadelhölzer.
Das Dörpetal zeichnet sich durch eine artenreiche Flora und Fauna aus. Auch eher seltene Pflanzen wie Quirlblättrige Weißwurz (Polygonatum verticillatum), Kuckucks-Lichtnelke (Lychnis flos-cuculi), Zwerg-Laichkraut (Potamogeton pusillus), Schlangen-Knöterich (Bistorta officinalis) oder Sumpf-Dotterblume (Caltha palustris) sind im Naturschutzgebiet heimisch. Bei den Vogelarten sind besonders hervorzuheben: Eisvogel (Alcedo atthis), Braunkehlchen (Saxicola rubetra), Raubwürger (Lanius excubitor), Wasseramsel (Cinclus cinclus), Kiebitz (Vanellus vanellus) und der vom Aussterben bedrohte Wachtelkönig (Crex crex). Bei den Insektenarten finden sich zweigestreifte Quelljungfer (Cordulegaster boltonii) und Mädesüß-Perlmutterfalter (Brenthis ino).

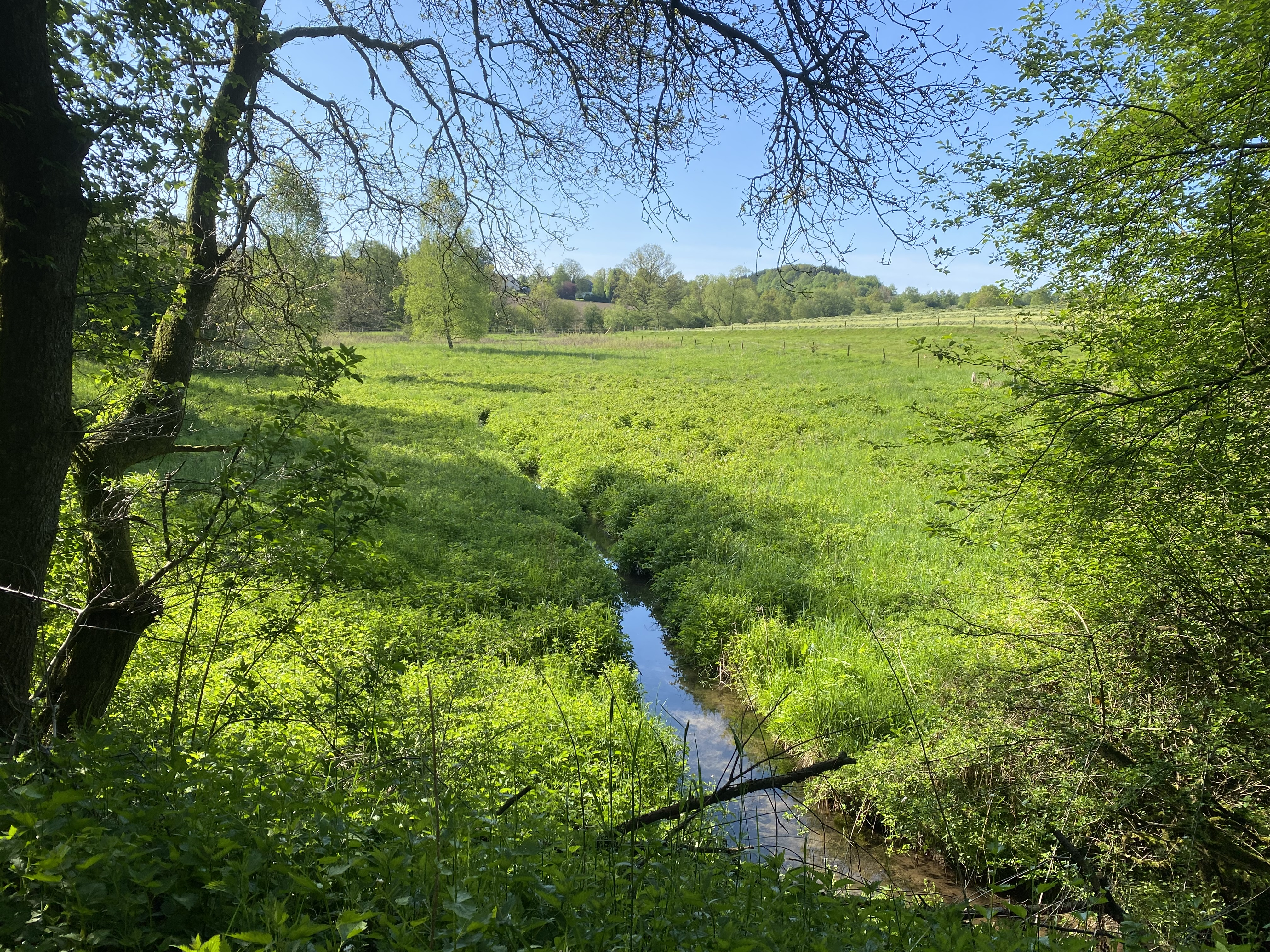
Dörpebachtal bei Niederdorp
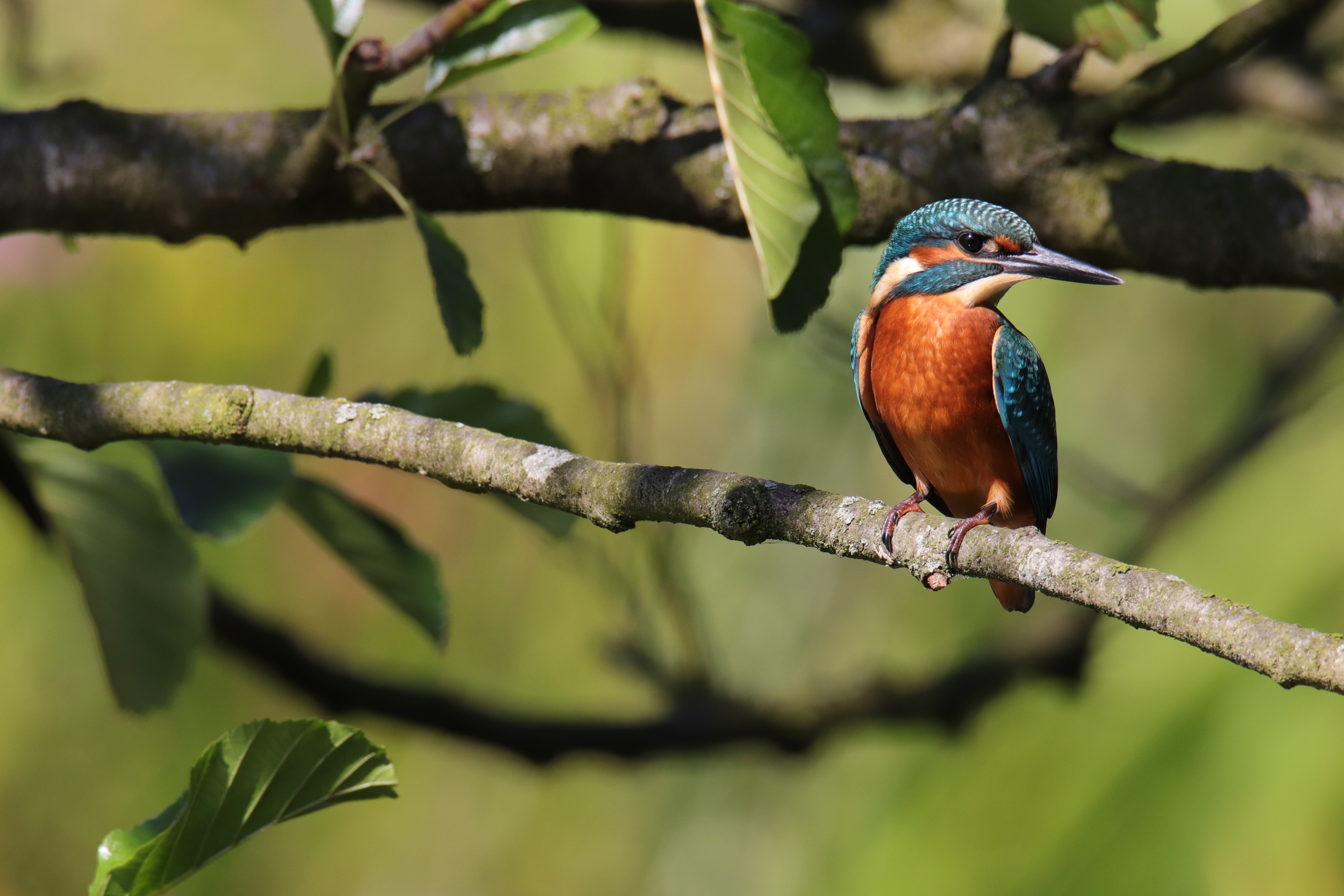
Eisvogel (Alcedo atthis)
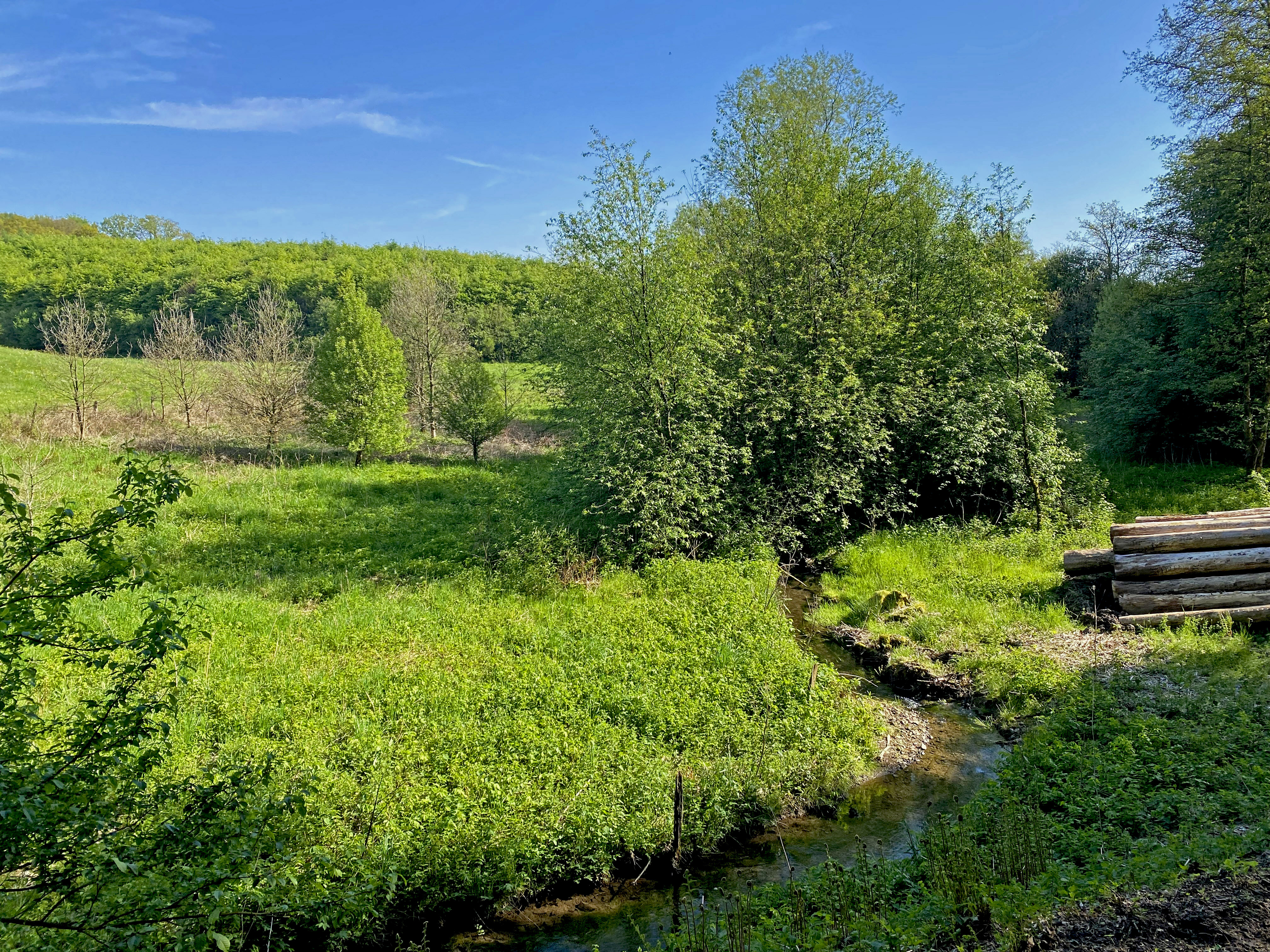
Bornbachmündung in die Dörpe
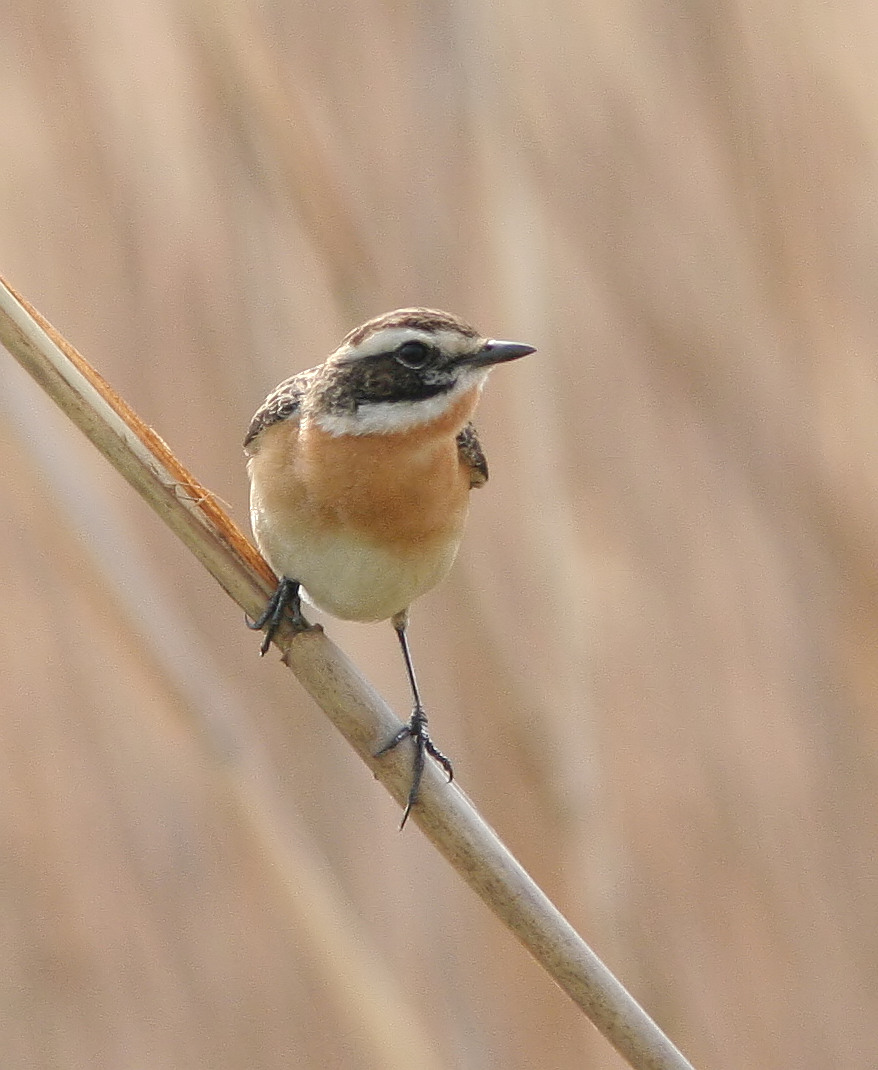
Braunkehlchen (Saxicola rubetra)
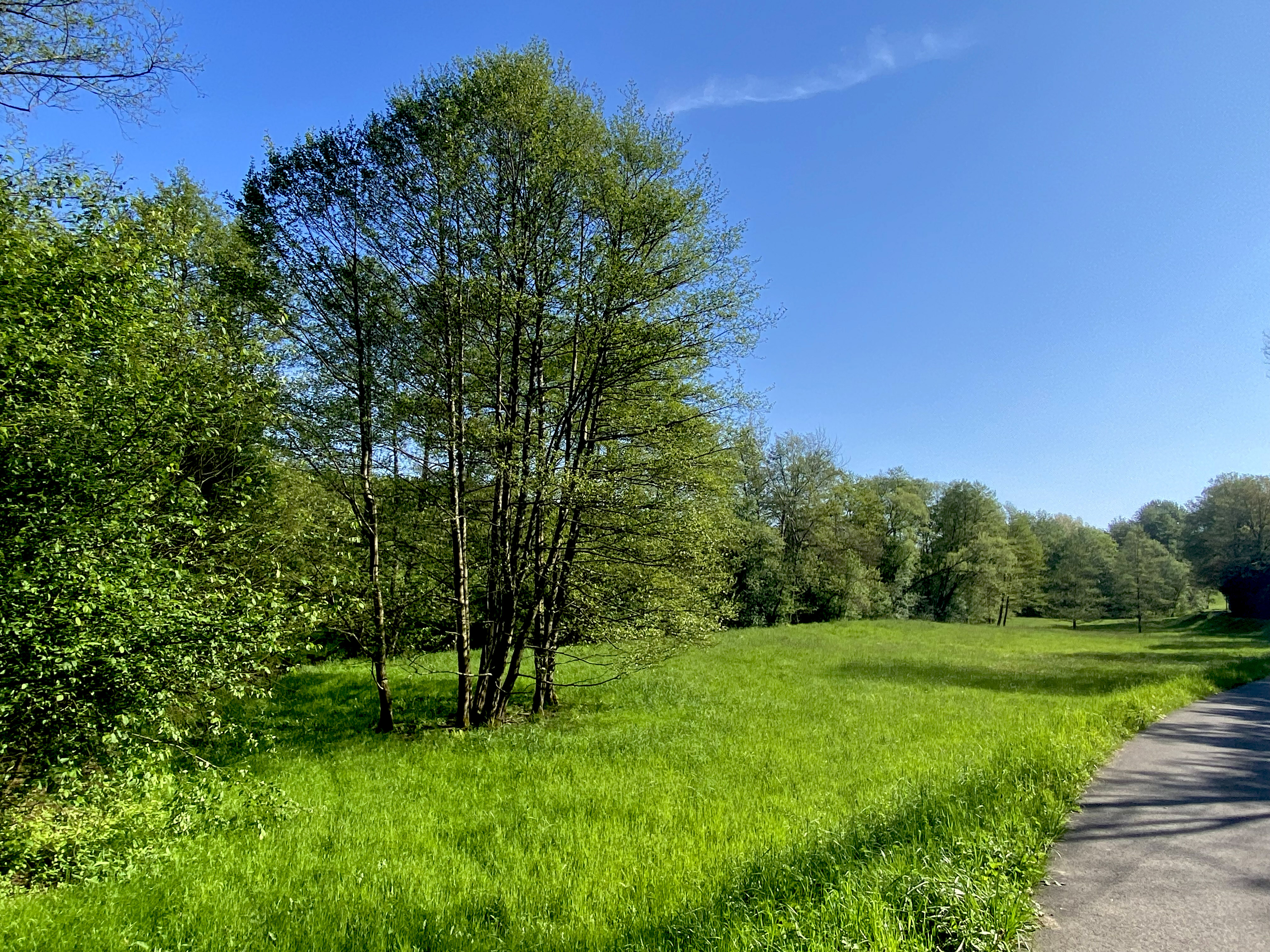
Dörpeaue zw. Sonnenschein und Dörpe
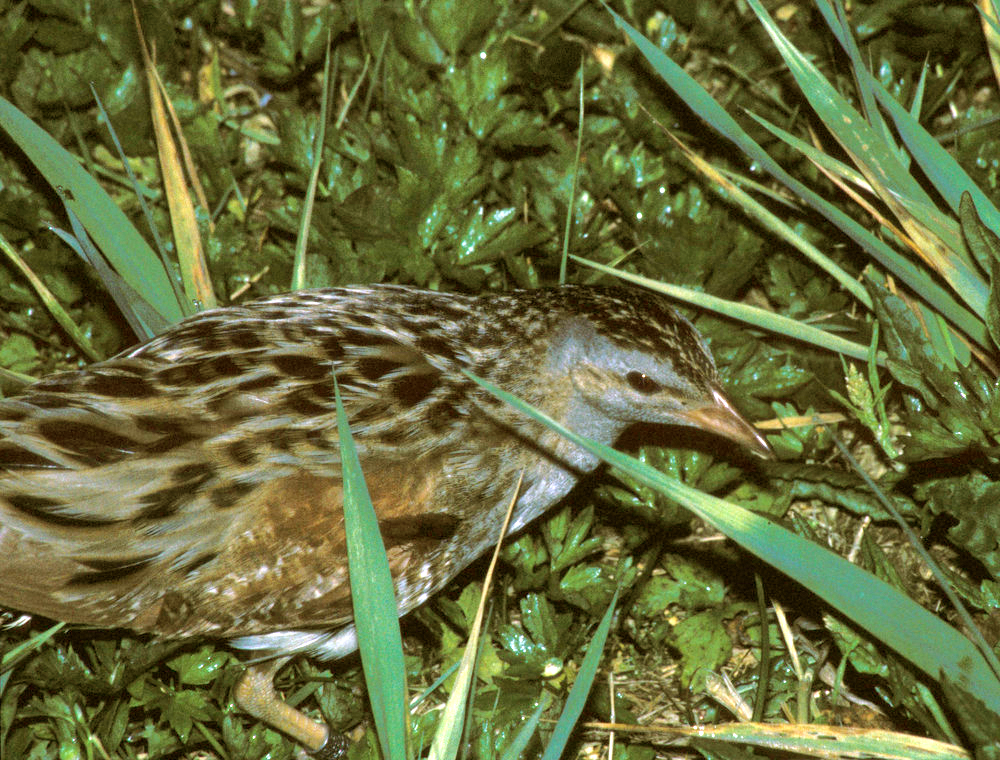
Wachtelkönig (Crex crex)
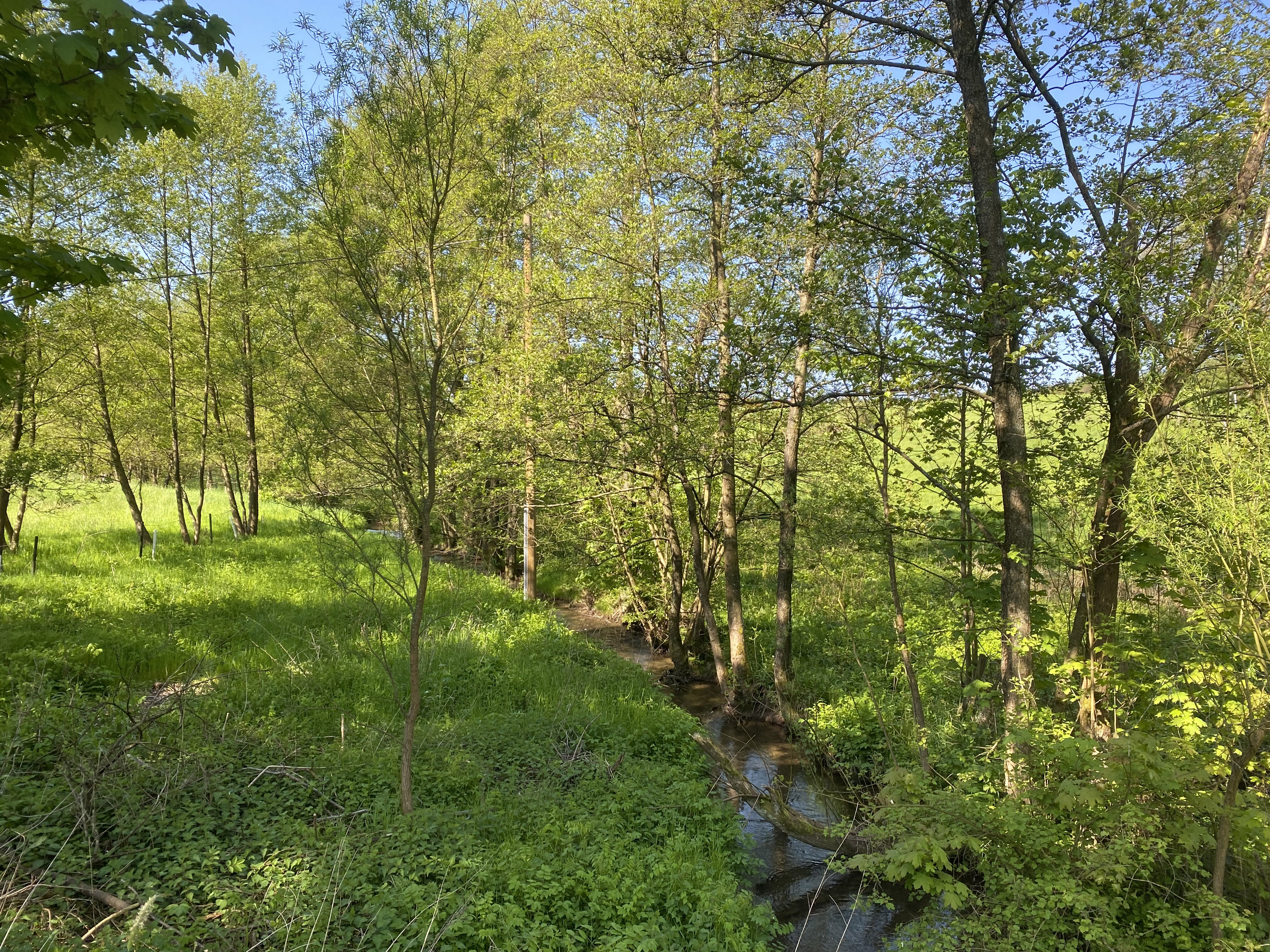
Dörpebach bei Dörpe
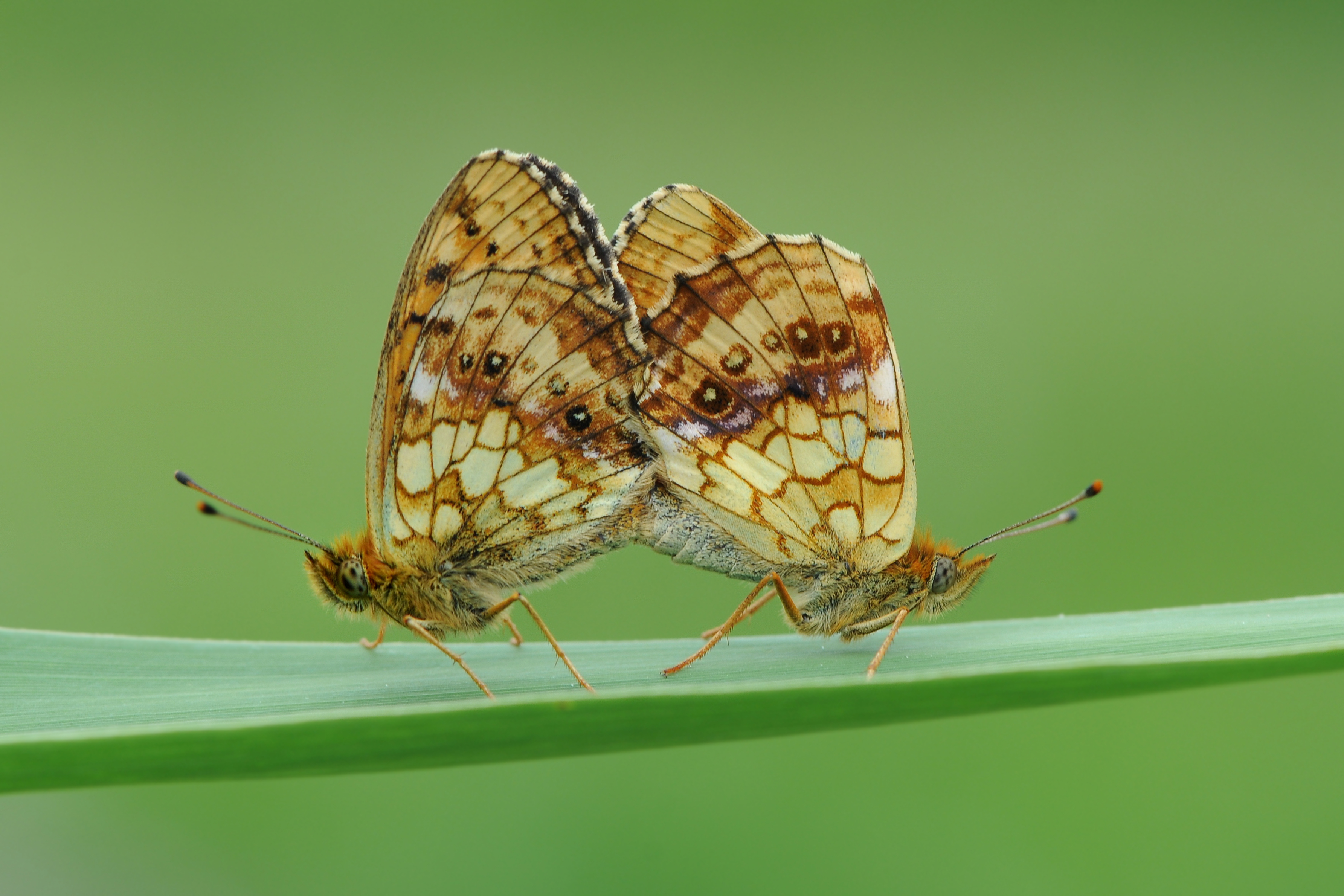
Mädesüß-Perlmuttfalter (Brenthis ino)
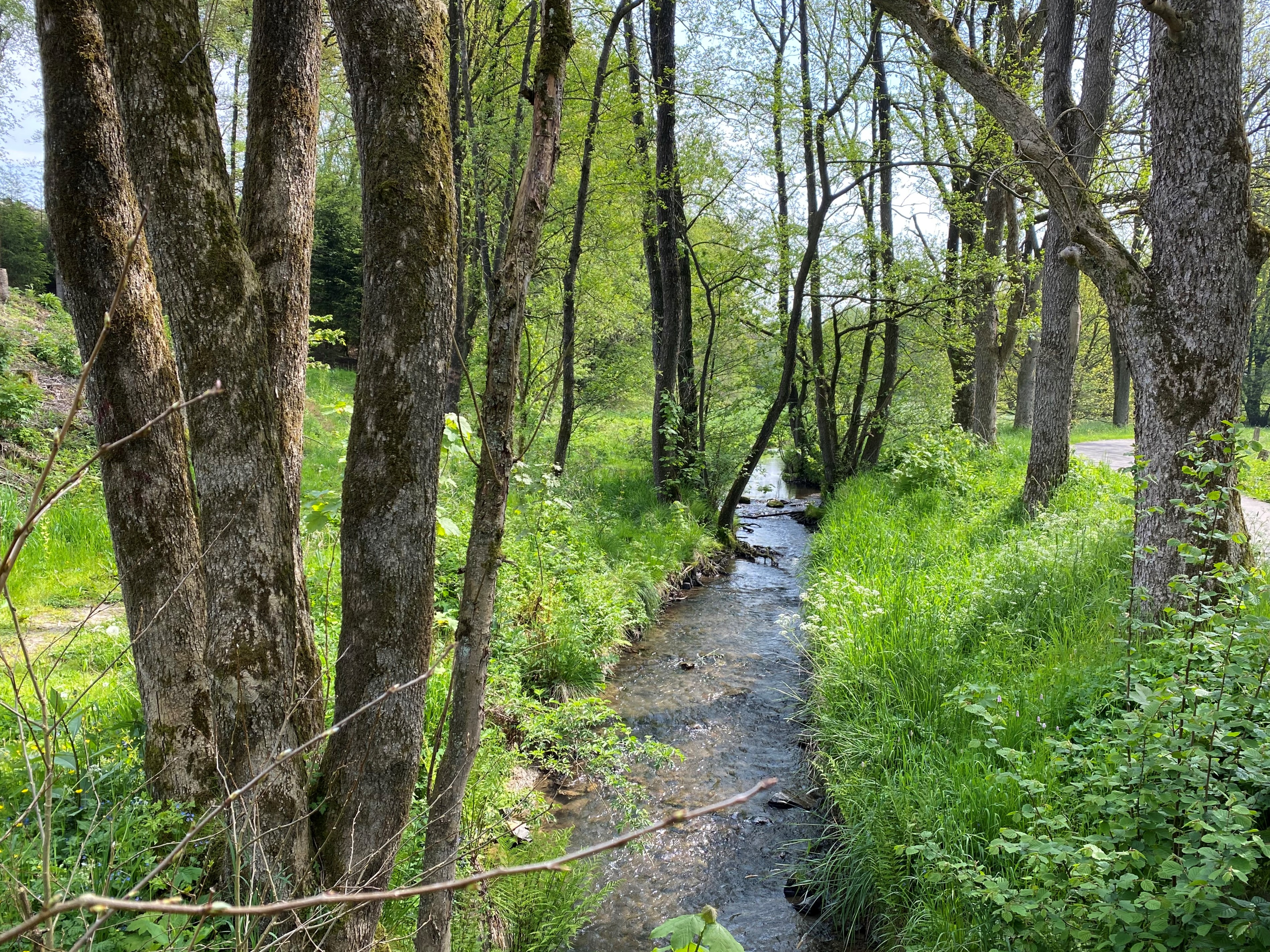
Dörpe bei Kaltenborn
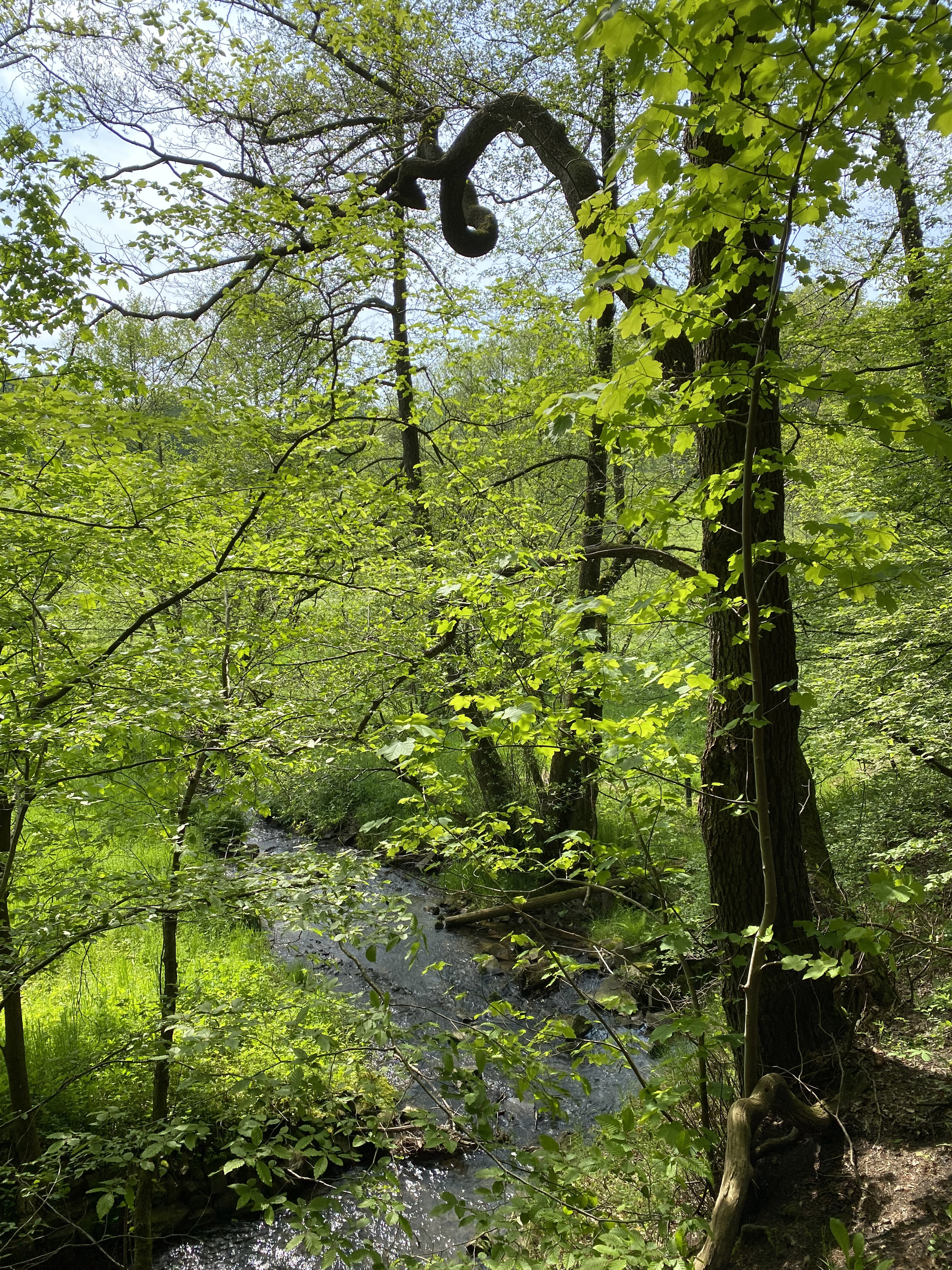
Dörpe bei Kaltenborn
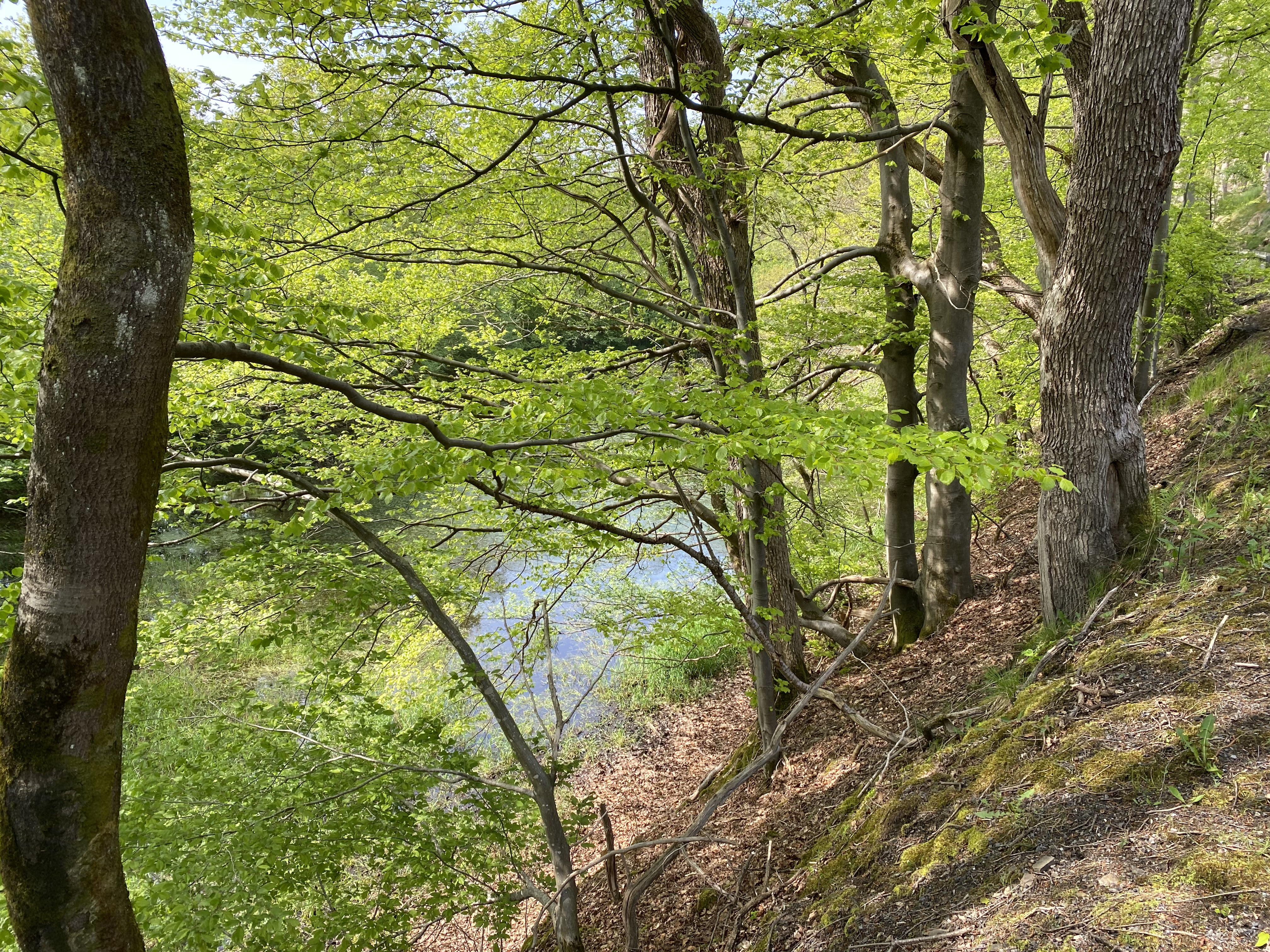
Stauteich bei Goldenbergshammer
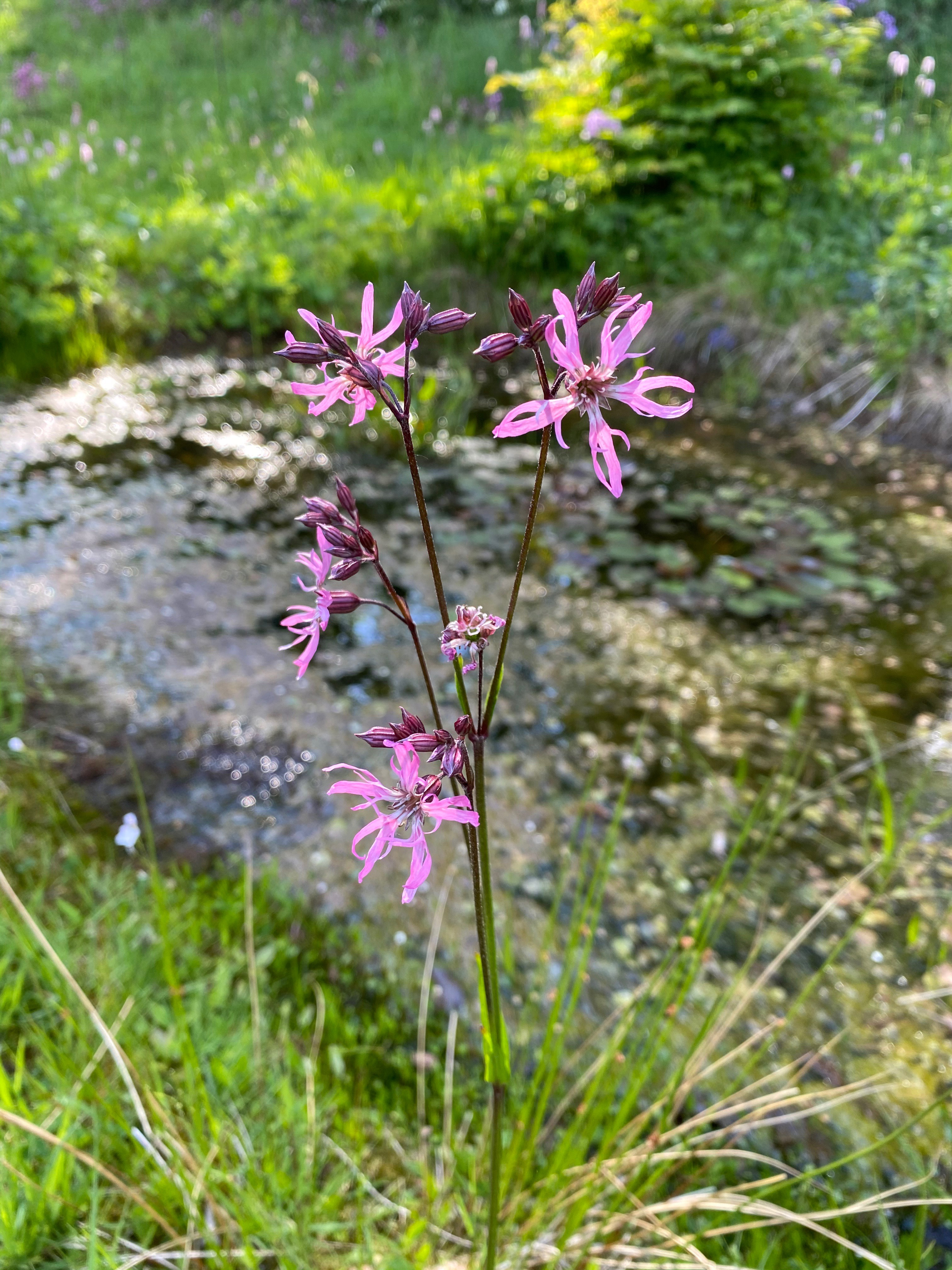
Kuckucks-Lichtnelke (Lychnis flos-cuculi)
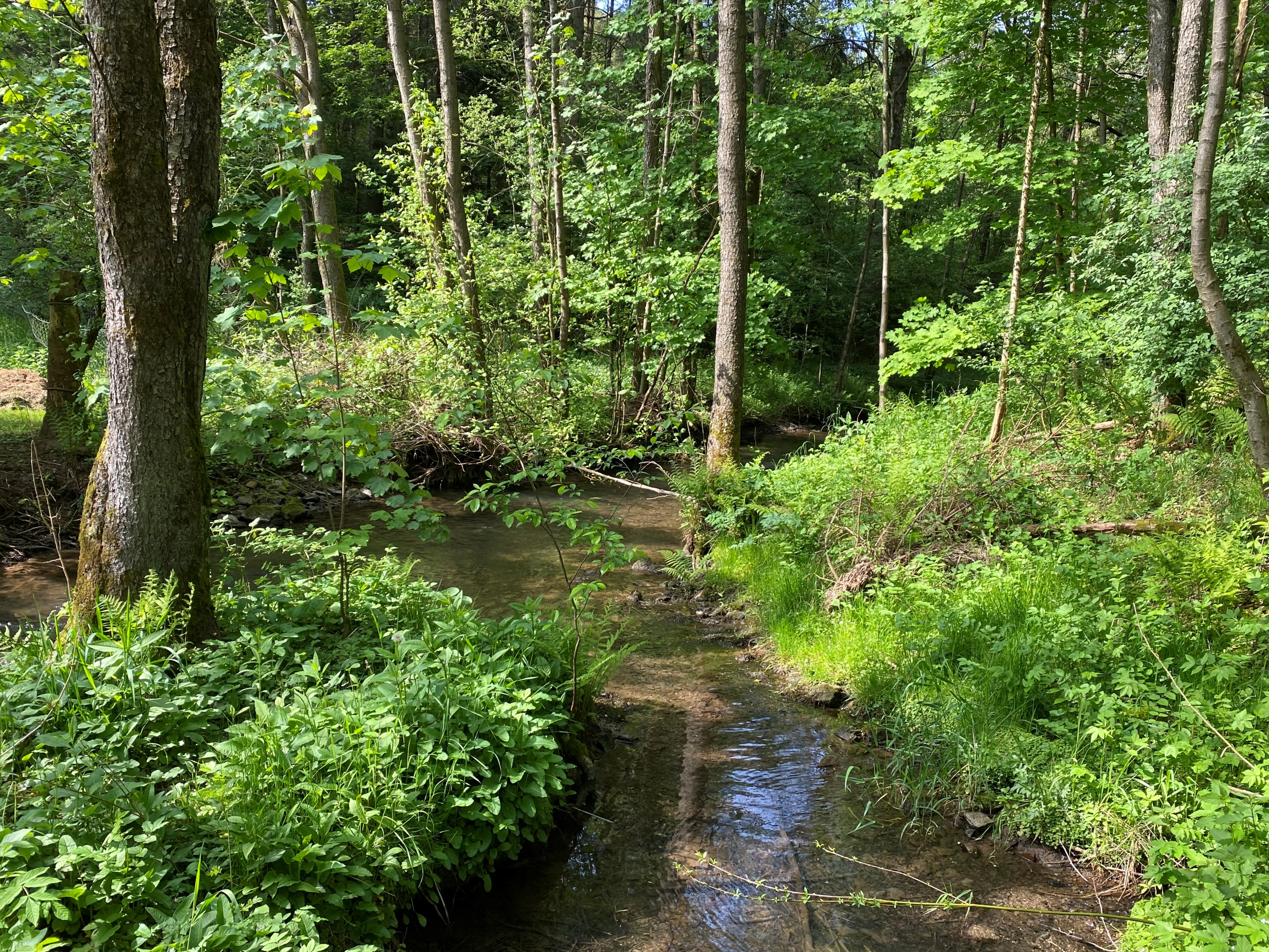
Dörpe bei Goldenbergshammer
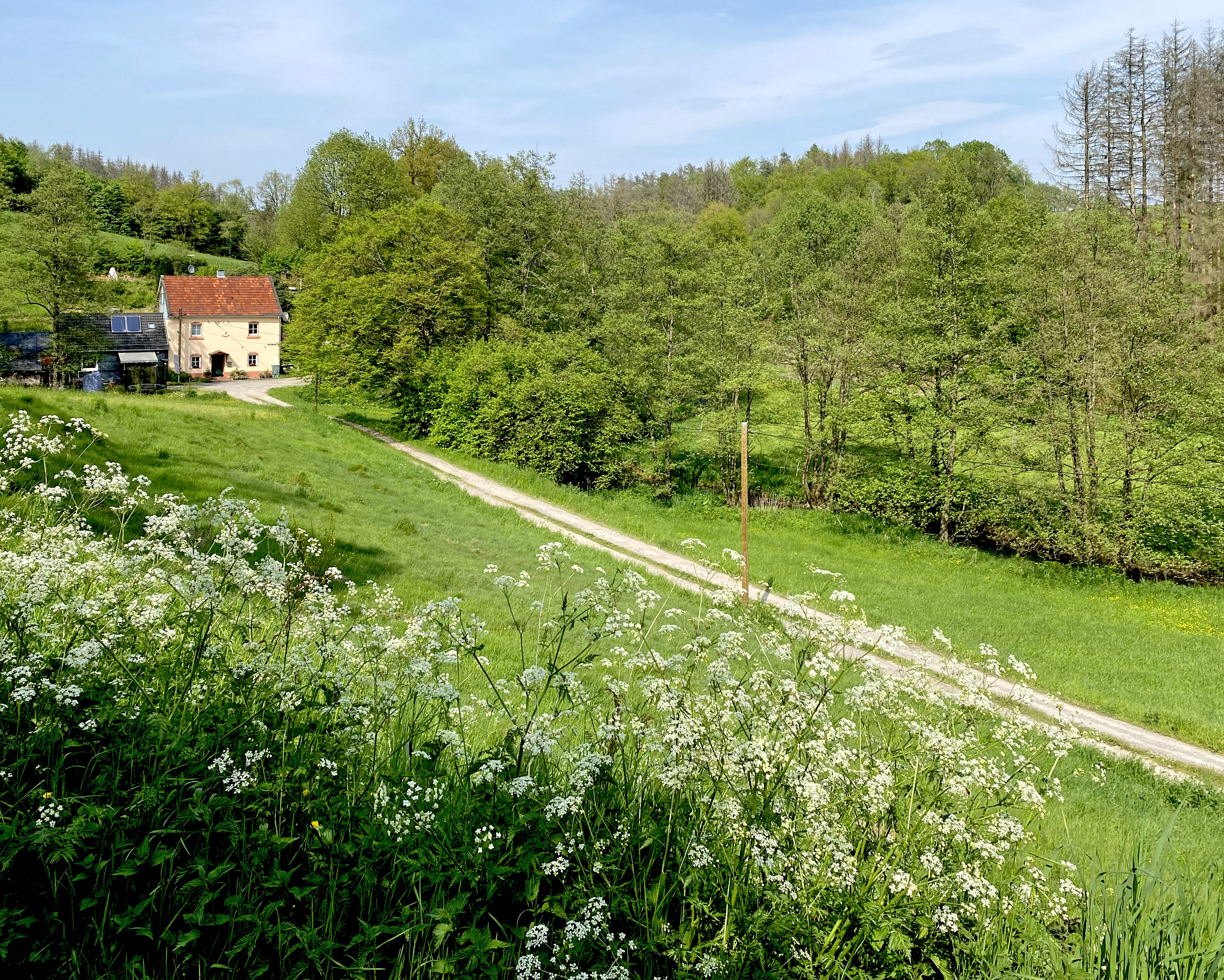
Dörpetal an der Hangberger Mühle
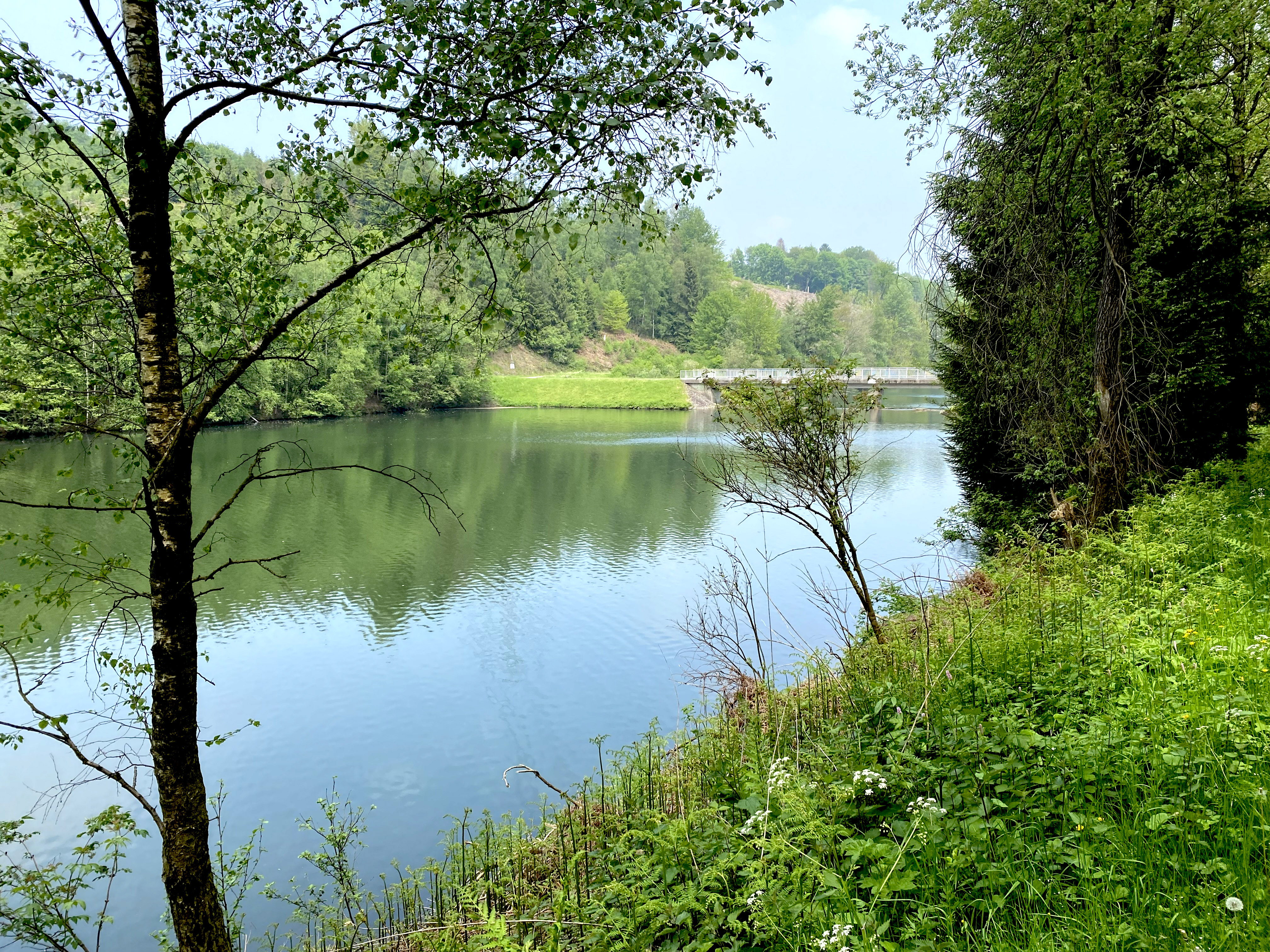
Dörpe-Vorsperre – nördlicher Endpunkt des Naturschutzgebietes Dörpetal